# Mirdza Kempe
Mirdza Kempe (Liepāja, 1907. február 9. – 1974. április 12.) lett költő, drámaíró.  
Lettország népművésze, szovjet Lettország egyik legismertebb költőnője.

## Élete
Liepajában, Lettország jelentős kikötővárosában született. Korán elvesztette édesapját, félárva lett. 1927-ben a Lett Tudományegyetemen közgazdasági tanulmányokba kezdett, de hamarosan anyagi okokból ott kellett hagynia az egyetemet. Az egyetemi tanulmányainak megszakadása után a rigai rádiónál helyezkedett el és bemondónőként dolgozott. 1940-ben a szovjet megszállást követően a rádió irodalmi osztályát vezette. A német megszállás elől Asztrahánba evakuálták, itt kezdett el színdarabokat írni. Asztrahánból Moszkvába költözött. 1947-ben tért vissza Rigába, a Rigai Bábszínház művészeti vezetője lett.

## Művészete
Fiatal korától írt verseket. Első költeménye már 1923-ban megjelent, de az első önálló verseskötete csak 1946-ban került kiadásra „Rita Vejs” („Reggeli szél”) címen. Fordítói munkássága is 1923-ban indult, ekkor fordította lettre Puskin Mozart és Salieri című művét.
1957-ben a Lett SZSZK érdemes művésze, 1967-ben népművésze címet kapott. Költészete változatos, egyaránt írt közéleti ihletésű verseket és személyes élményeken alapulókat szelíd lírai alkotásokat is. Drámaírói működése sokkal sematikusabb, ezek a művei a szocialista realizmus sablonjai alapján születtek.
Írói munkássága mellett jelentős a műfordítói tevékenysége is. A világirodalom nagyjait ültette át lett nyelvre, mások mellett Shakespeare, Cervantes, Swift, Walt Whitman fordítója volt. Különleges szerepe volt az indiai irodalom fordításában és népszerűsítésében Lettországban valamint a Szovjetunióban. Az indiai műveket ugyanis nem csak lettre, hanem orosz nyelvre is fordította. Az ő versei is több kiadásban megjelentek bengáli nyelven, ezért 1971-ben a nyugat-bengáli Visva-Bharati Egyetem díszdoktorává avatták. 1974. április 12-én halt meg.

## Művei

### Költői művei
- Rīta vējš („Reggeli szél”) – 1946
- Drauga vārdi („A jó barát szavai”) – 1950
- Mieram un dzīvībai  („Békének és élőknek”) – 1951
- Mirkļu mūžība („A perc örökkévalósága”) – 1964, Szovjetunió Állami díja
- Es nevaru klusēt („Nem tudok hallgatni”) – 1959
- Skaudrā liesma („Éles láng”) – 1961
- Gaisma akmenī („Fény a kövön”) – 1967
- Cilvēka ceļš („Az ember útja”) – 1969
- Ērkšķuroze („Vadrózsa”) – 1973

### Magyar fordítások
- Ötsarkú égi csillag. Bukarest: Állami Irodalmi és Művészeti Kiadó, 250. o. (1959)
- A lett irodalom kistükre, Szerkesztő: Karig Sára, Budapest: Európa Könyvkiadó, 457-466. o. (1977). ISBN 963-07-0933-3
- Csillagok órája, Fordította: Kardos László, Budapest: Európa Könyvkiadó, 353-357. o. (1980). ISBN 963-07-2051-5
- Hollókiáltás (Antalfy István versfordításai), Fordította: Antalfy István, Kecskemét: Antalfy István, 120. o. (1996)